# کاترین پارکس
کاترین پارکس (انگلیسی: Catherine Parks؛ زادهٔ ۱۰ دسامبر ۱۹۵۶) یک هنرپیشه اهل ایالات متحده آمریکا است.